# Rijn (molensteen)
Een rijn of molenijzer is een onderdeel van een molensteen.
In een koppel molenstenen zit de rijn aan de binnenkant van de bovenste steen (de loper). Via de rijn wordt de loper gedragen door de bolspil; tevens is bij een maalkoppel de rijn een aangrijpingspunt voor de steenspil. Een maalstoel wordt van onderen aangedreven.
Er zijn drie soorten rijnen, namelijk:
- de vaste rijn
- de balanceerrijn
- de pennetjesrijn

Een vaste rijn is een smeedijzeren stuk met twee, drie of vier armen. Afhankelijk hiervan spreekt men van twee-, drie of viertaksrijn. Aangezien een vaste rijn onbeweeglijk in de loper zit moet deze zeer nauwkeurig afgesteld worden.

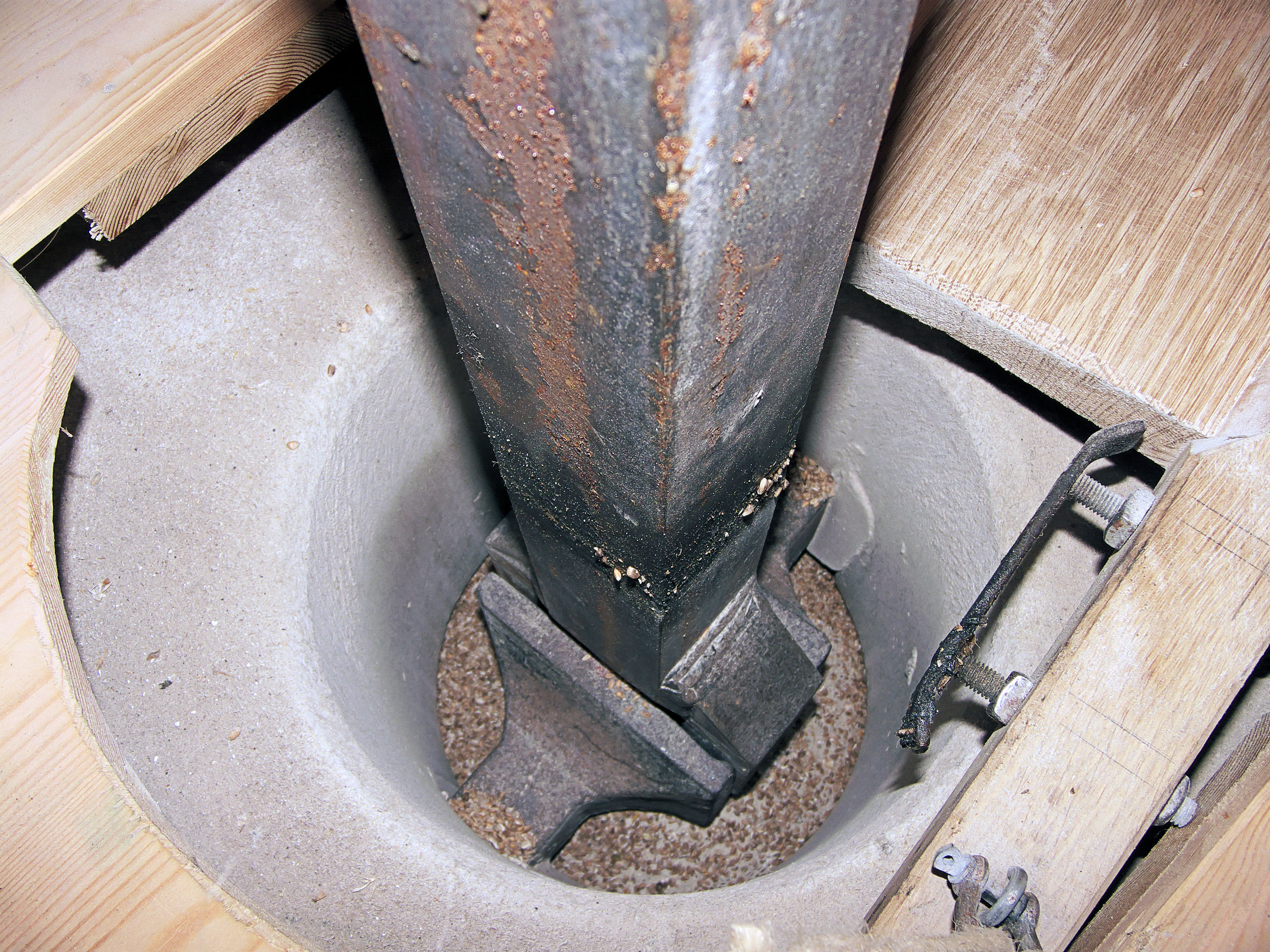
Een tweetaksrijn, van boven gezien
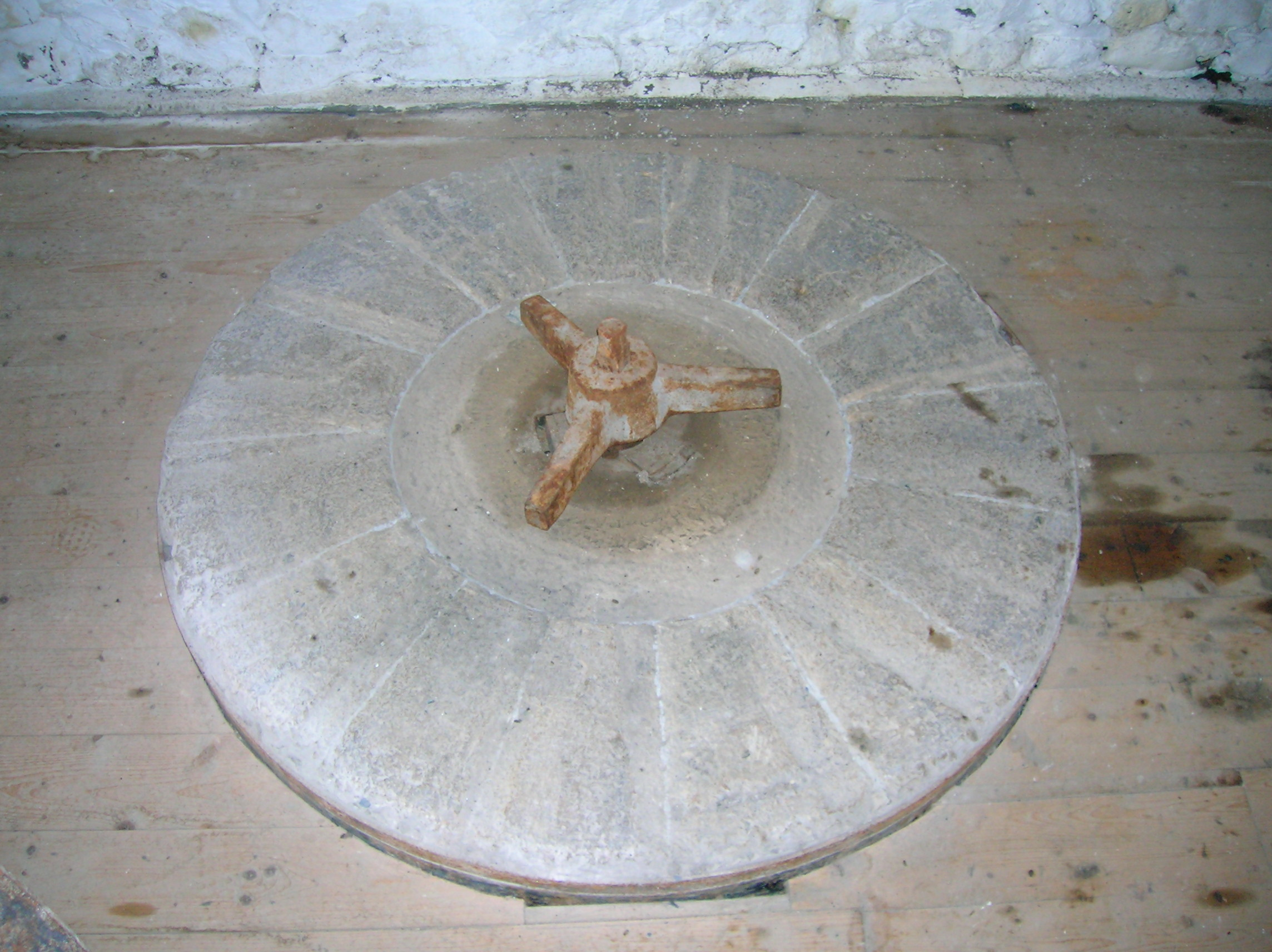
Een drietaksrijn
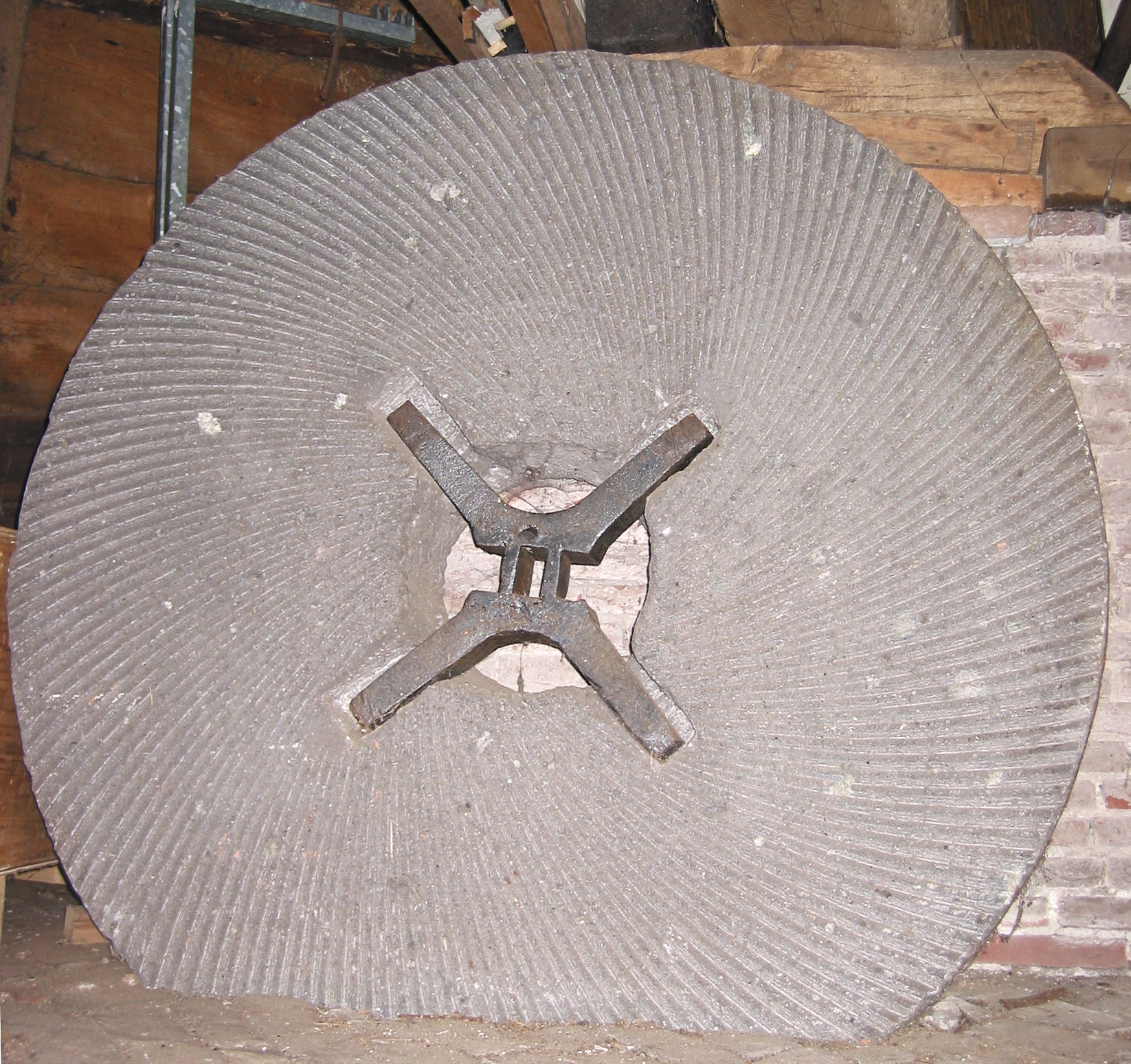
Een viertaksrijn
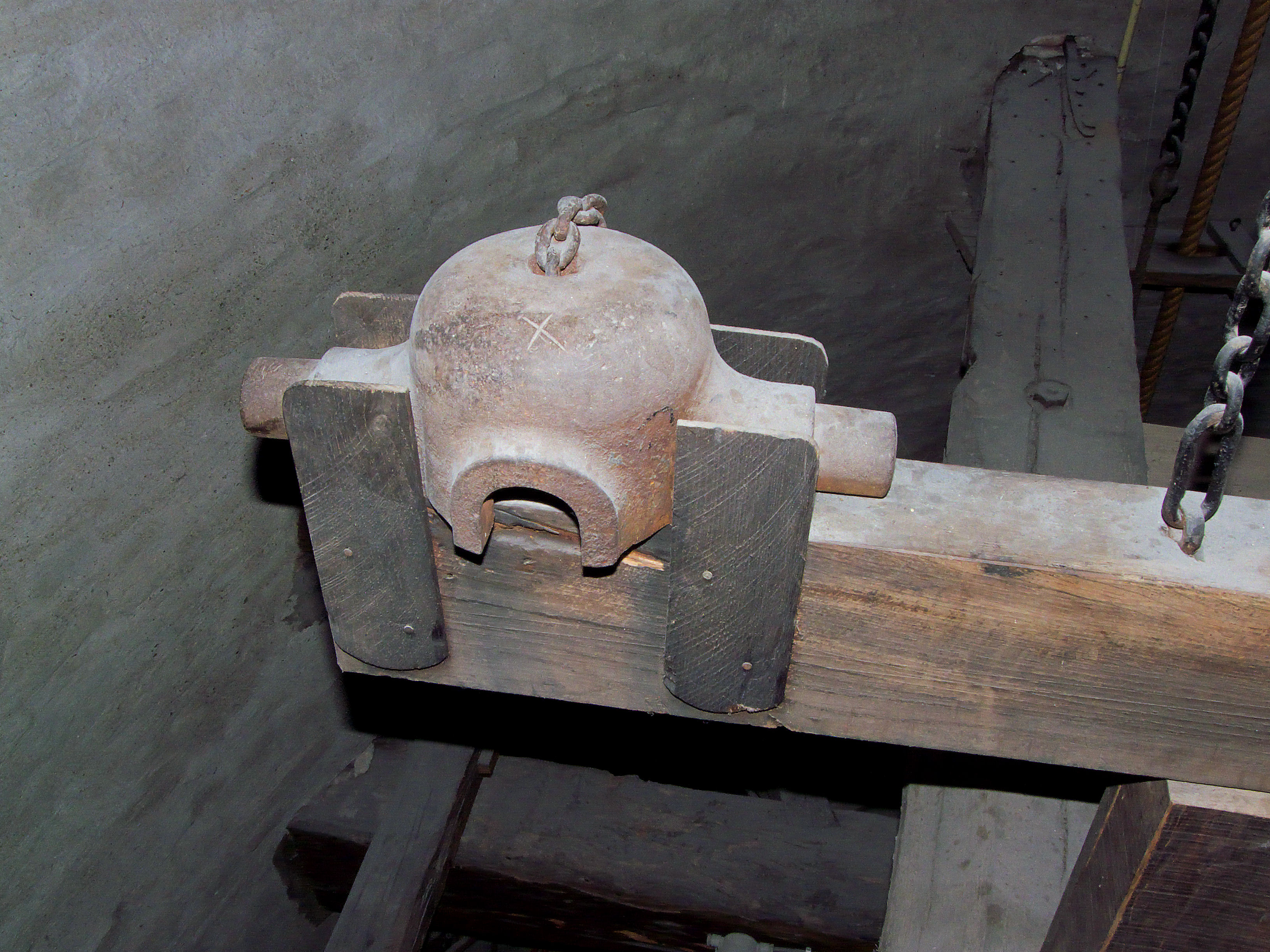
Buitenrijn van een maalstoel
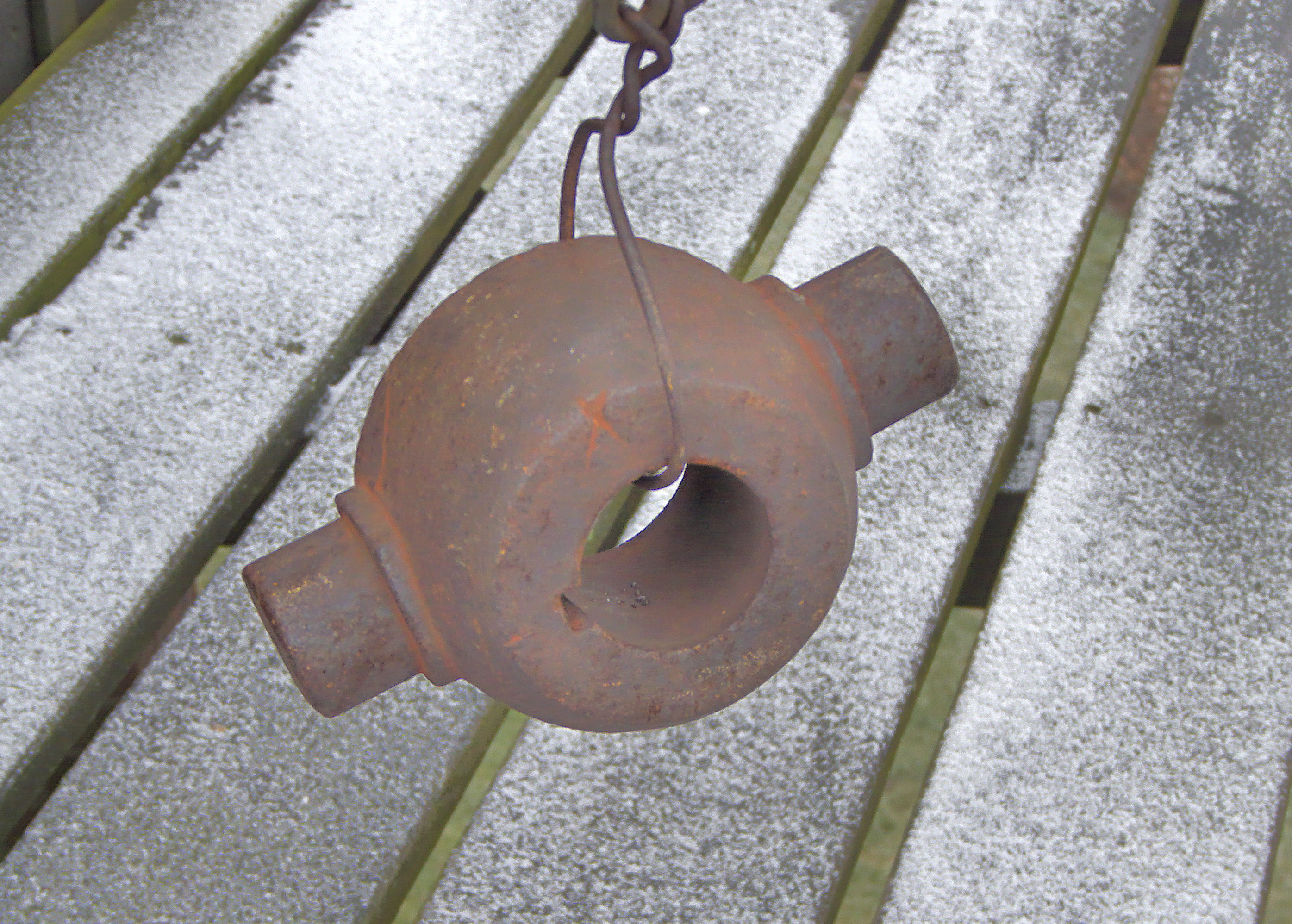
Binnenrijn van een maalstoel

Een balanceerrijn is bedoeld om de loper constant in een goede positie ten opzichte van de ligger (de onderste molensteen) te houden. Hij bestaat uit een buitenrijn en een binnenrijn die haaks op elkaar kunnen balanceren.

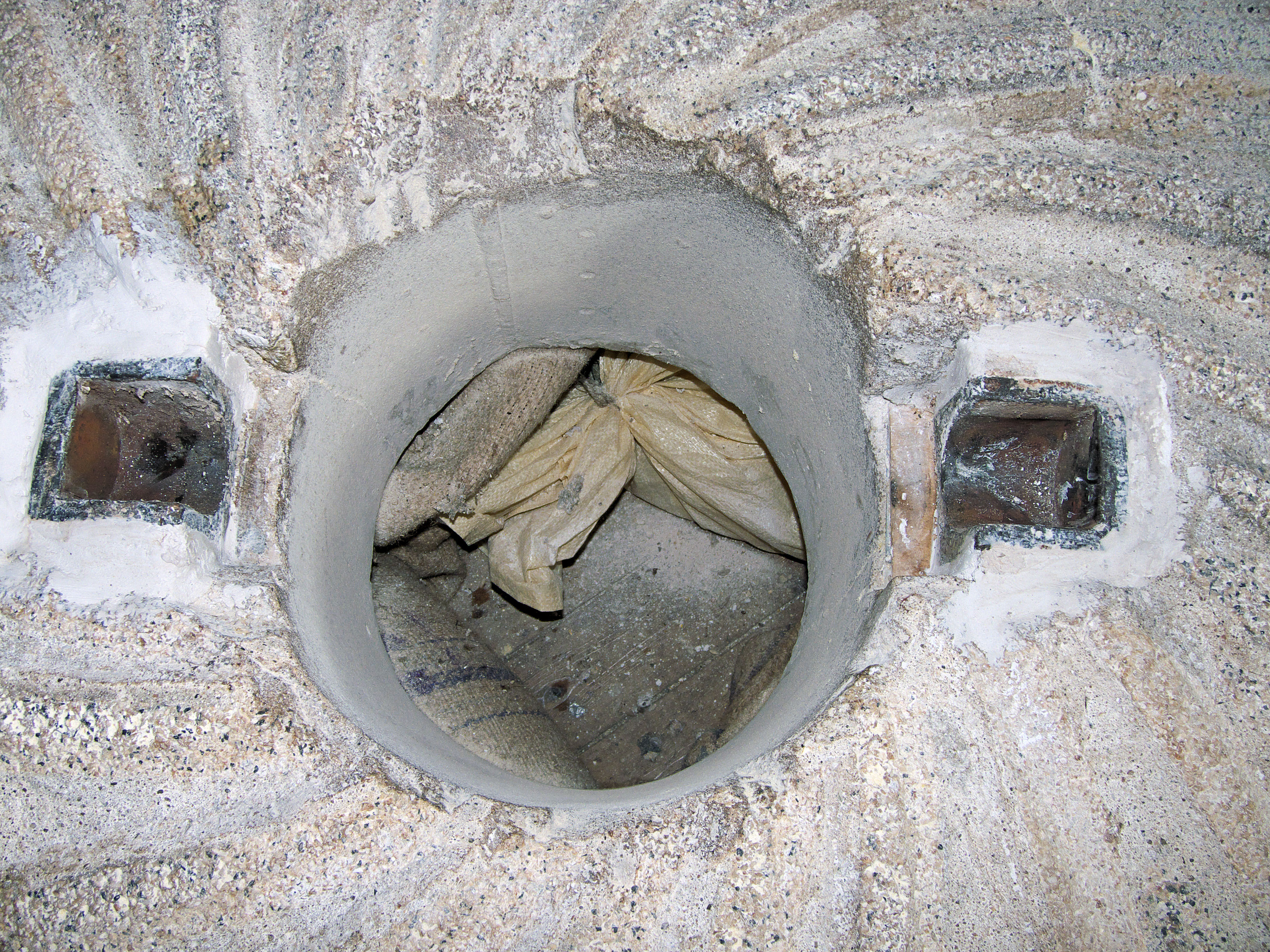
Rijnschoentjes waarin een balanceerrijn kan kantelen
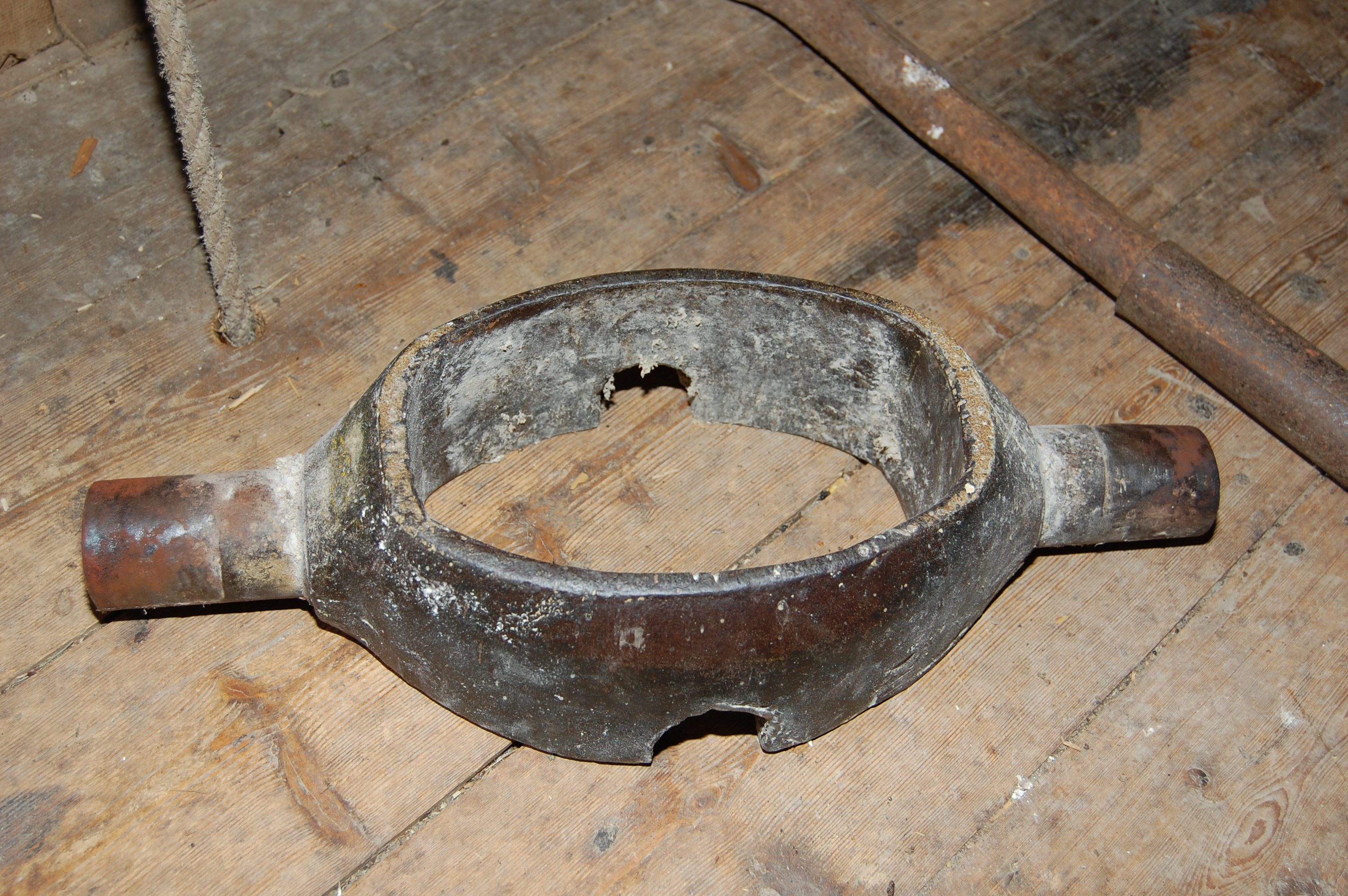
Buitenrijn van een maalkoppel
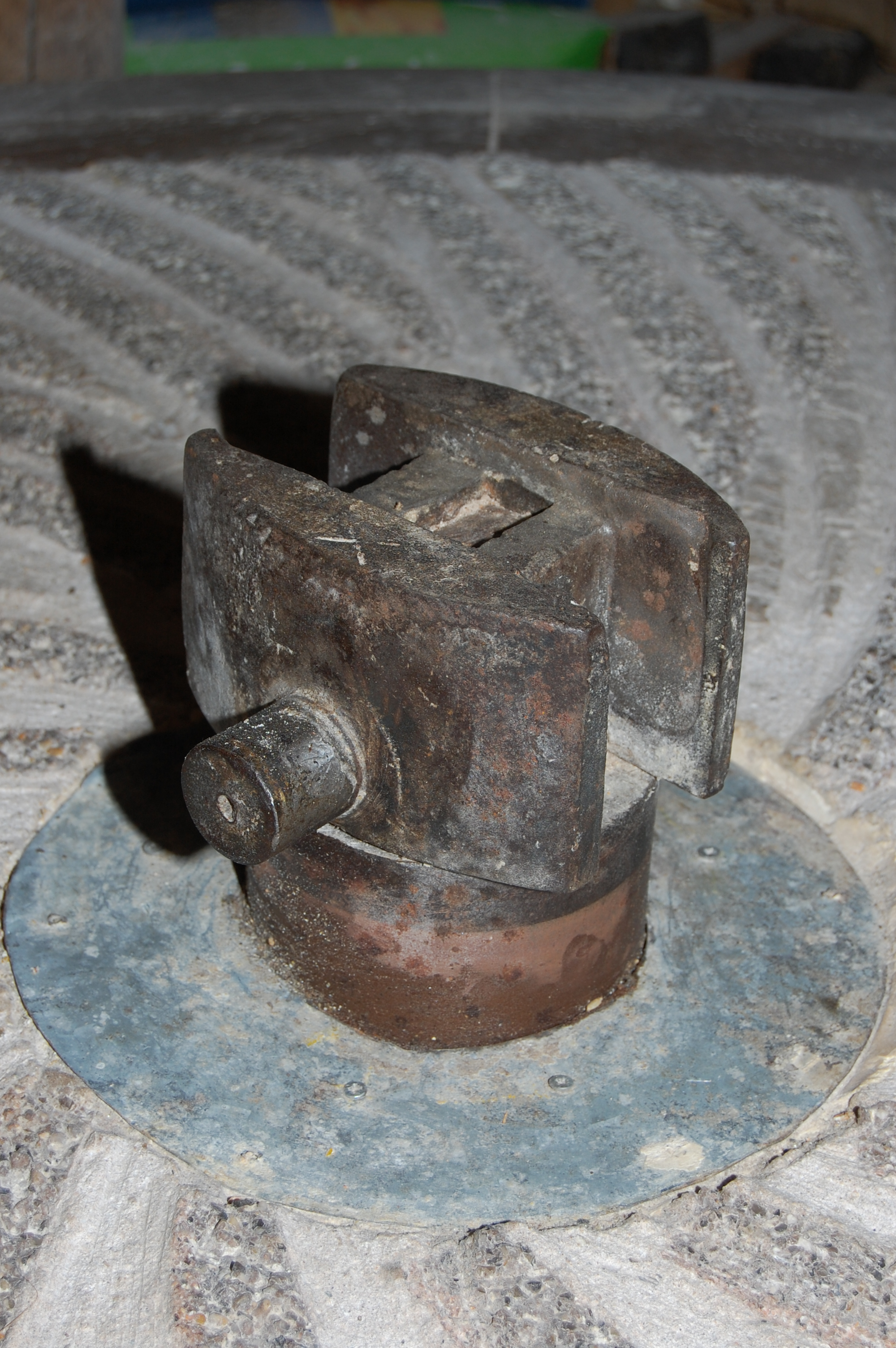
Binnenrijn van een maalkoppel

Een pennetjesrijn is ook een balanceerrijn, met boven op de bolspil een taatspot waarin een taats draait die aan de rijn vastzit. De bolspil staat hier bij het malen stil. De taatspot is gevuld met olie. Nadeel van het pennetjeswerk is dat het maalkoppel opengelegd moet worden voor het verversen van de olie.

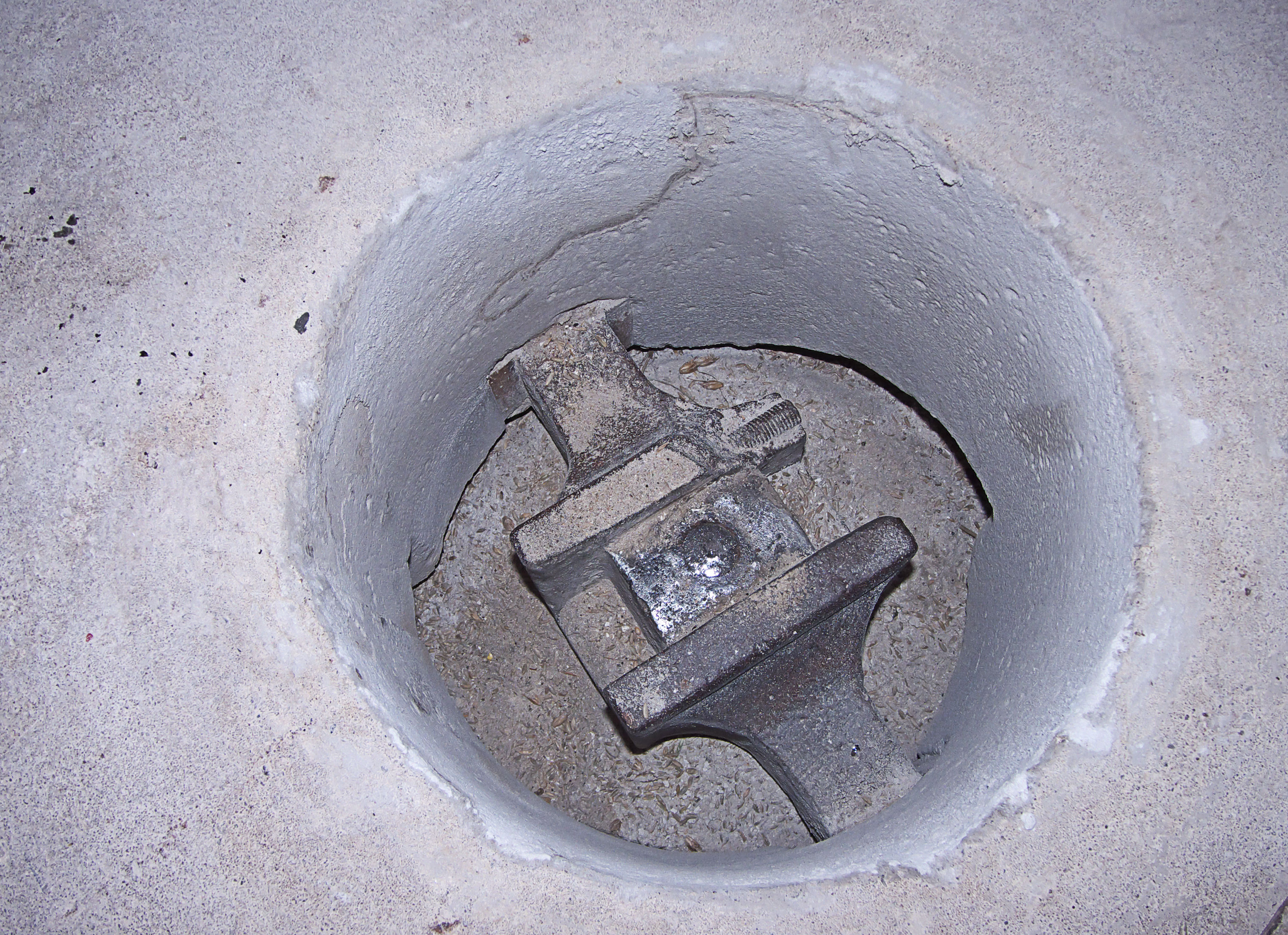
Pennetjeswerk: bovenkant rijn van loper
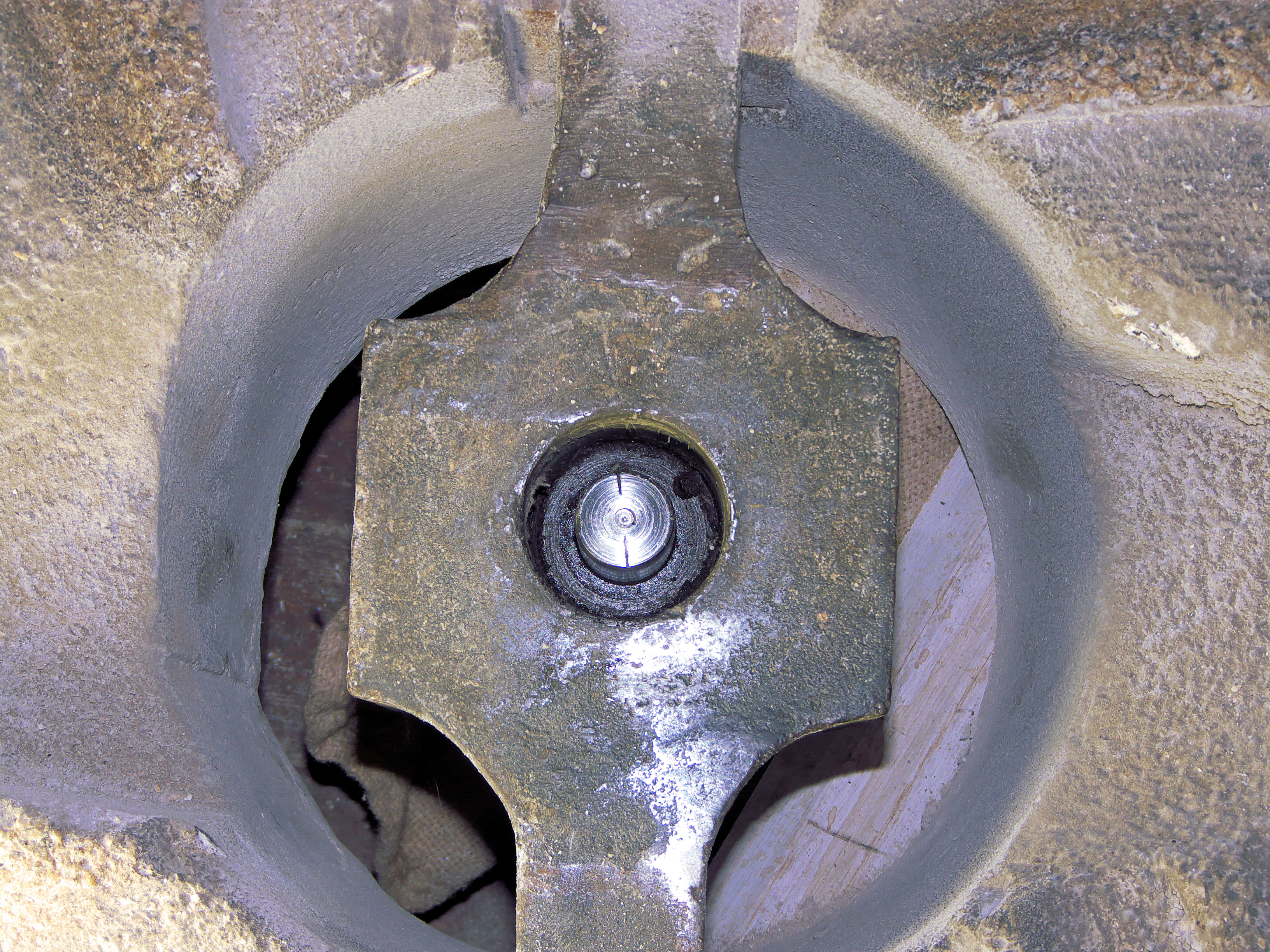
Pennetjeswerk: taats in onderkant rijn van loper
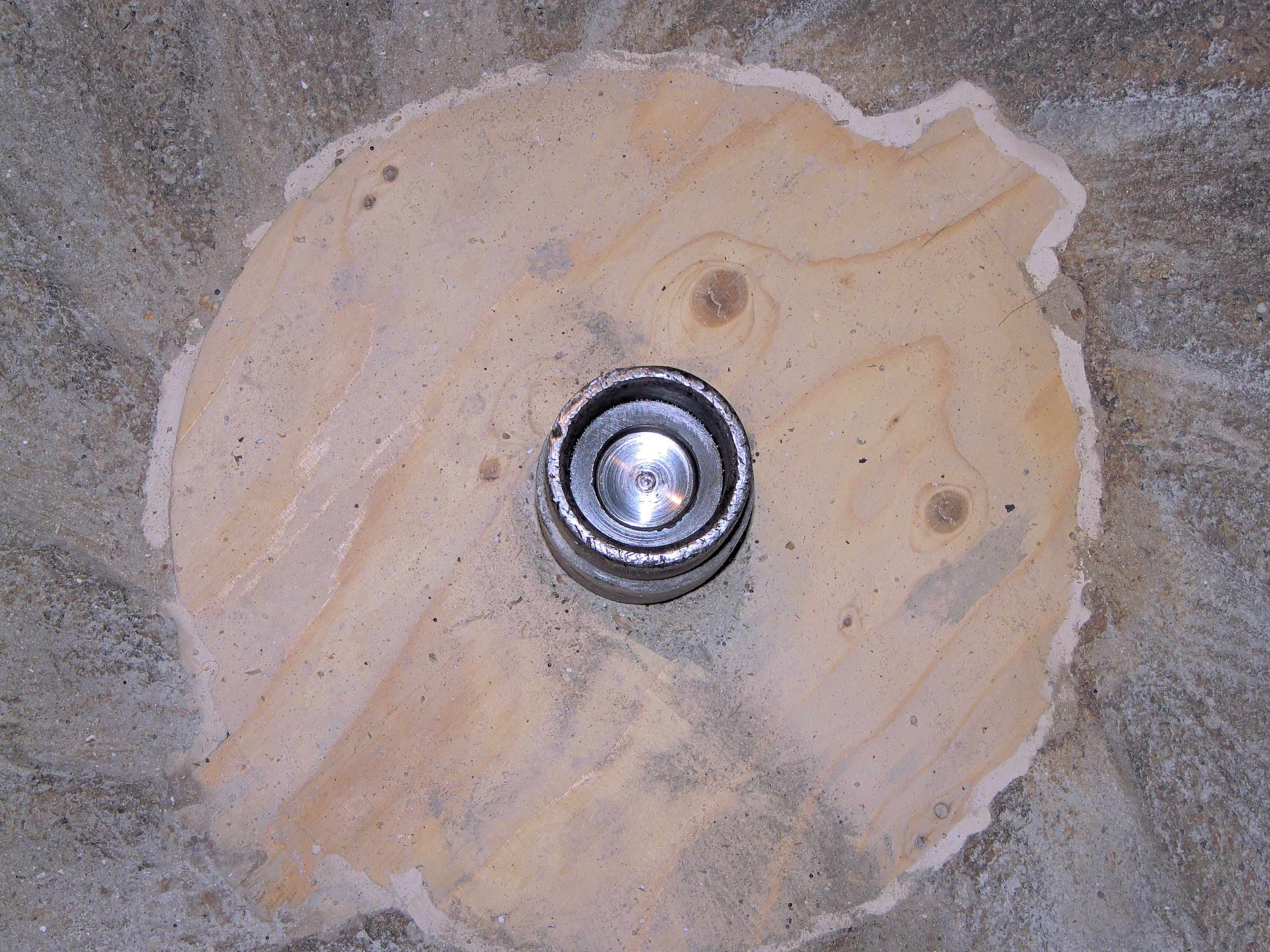
Pennetjeswerk: taatspot in bovenkant bolspil
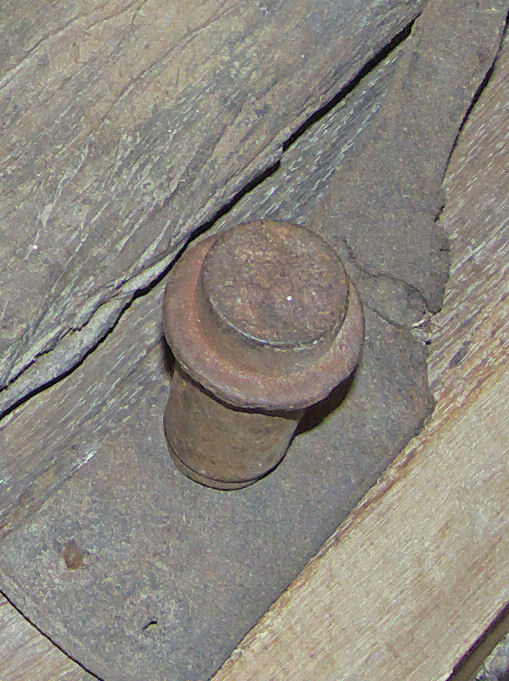
Pennetjeswerk met losse taats

## Heraldiek
Het molenijzer is ook een bekende figuur in de heraldiek. Het wordt daar meestal voorgesteld als een viertaksrijn met gebogen armen. In Duitse wapens heeft de rijn soms twee takken. Het stuk verwijst in familiewapens vaak naar het bezit van (dwang-)molens en/of de bijbehorende feodale rechten. In gemeentewapens kan het aan een familiewapen van een voormalig heerser zijn ontleend, of verwijzen naar de aanwezigheid van (vroege) industriële activiteit. Hierbij moet bedacht worden dat gemeentewapens vaak teruggaan tot de achttiende eeuw, waarin molens de voornaamste krachtbron vormden.
Het kan zijn dat een molenijzer oorspronkelijk een muuranker was dat onjuist is overgenomen. De verschillen tussen die twee stukken zijn klein.

Het wapen van de heren van Montfoort bevat drie molenijzers